# Maxim Sokolov
Maxim Sokolov (27. května 1972, Leningrad, Sovětský svaz) je bývalý profesionální ruský hokejový brankář. Seniorský hokej začal hrát v roce 1992. Za tu dobu vystřídal v Superlize, později KHL, několik klubů – SKA Petrohrad, Metallurg Novokuzněck, Avangard Omsk, Severstal Čerepovec. Naposledy nastupoval za CHK Neftěchimik Nižněkamsk v sezóně 2012/13.